# Ružindol
Ružindol je obec na Slovensku v okrese Trnava.
V obci je římskokatolický kostel sv. Bartoloměje apoštola z roku 1215.
Žitná, Vallis, Rosarum, Rusren, Rosenthal, Rossindol, Rozsavölgy, Rosindo - jsou historická jména vesnice ve starých listinách, spisech a mapách. Člověk se zde usídlil, jakmile začal obdělávat zem.
První zmínka o obci pochází z roku 1215. Matej Bel uvedl Ružindol do literatury: „Ružindolčané jsou do jednoho Slováci a jejich manželky se věnují čárům.“ Velké požáry, povodně, infekční choroby přinesly do rodin našich předků hodně neštěstí, smutku a slz.
Krátký průřez minulosti obce je svědectvím jak žil ze dne na den a celá staletí zbídačený poddaný, ružindolský sedlák, nejprve neznámý a anonymní, později s přesným jménem. Tento sedlák sázel ovocné stromy, kultivoval vinice, obdělával žírnou půdu svého velkého katastru a padal pod těžkým údělem poddaného. Před touto tvrdou, ale tvořivou prací skláníme se v úctě my generace, které jsme zdědili úrodnou zemi, rodnou hroudu, v ní kosti našich předků a jejich i naši mateřskou řeč.

## Osobnosti
- Viliam Šalgovič (1919–1990), komunistický politik, předseda Slovenské národní rady